# Palos Amarillos
Palos Amarillos, även Palos Amarillos Yebuciví, är en ort i Mexiko, tillhörande kommunen Almoloya de Juárez i den västra delen av delstaten Mexiko, i den centrala delen av landet. Orten hade 2 017 invånare vid folkräkningen 2010.